# 590 Madison Avenue
Precedentemente conosciuto come IBM Building, il 590 Madison Avenue è un grattacielo di 184 metri situato all'angolo della 57th Street di New York. Costruito dalla IBM, appartiene alla E.J. Minskoff Equities Inc dal 1994. È il 108º edificio più alto di New York.